# When Tomorrow Comes (pel·lícula)
When Tomorrow Comes és un drama romàntic estatunidenc de 1939 dirigit per John M. Stahl i protagonitzat per Irene Dunne i Charles Boyer. El guió tracta d'una cambrera que s'enamora d'un home que després resulta ser un concertista casat. Bernard B. Brown va guanyar l'Oscar al millor so.
Una escena de la pel·lícula on els dos protagonistes es refugien d'una tempesta en una església va ser objecte de Cain v. Universal Pictures, un cas en què l'escriptor James M. Cain va demandar a Universal Pictures, el guionista i el director per infracció dels drets d'autor. El jutge Leon Rene Yankwich va dictaminar que no hi havia cap semblança entre les escenes del llibre i la pel·lícula més que "scènes à faire" incidentals, o semblances naturals a causa de la situació, establint un precedent legal important.

## Argument
Philip Andre Chagal és un famós pianista que visita un restaurant on treballa la cambrera Helen. Philip se sent atret immediatament per ella i s'uneix a ella en un míting sindical, i descobreix les opinions polítiques d'esquerres d'Helena quan suggereix que tots els membres del sindicat vagin a la vaga. Després de la reunió, Philip lloa les seves habilitats de discurs i lideratge, tot i ser ell mateix antisindical, i s'enamoren.
En una cita a Long Island, la parella es relaxa al vaixell de Philip quan el temps es torna violent. Desembarquen i es protegeixen a la casa d'estiueig de Philip, però la tempesta es converteix en un huracà. L'Helena i el Felip es fan un petó i intenten marxar cap a la ciutat més propera, i finalment passen la nit a una església i es separen l'endemà. Accidentalment la Helen descobreix que Philip està casat amb una dona que va embogir després d'una mort fetal. Tot i estar encara enamorada del pianista, Helen posa fi a la relació.

## Repartiment
- Irene Dunne com Helen Lawrence
- Charles Boyer com a Philip Chagal
- Barbara O'Neil com Madeleine Chagal
- Onslow Stevens com a Jim Holden
- Nydia Westman com a Lulu
- Nella Walker com a Betty Dumont
- Fritz Feld com a Nicholas

Els papers no acreditats inclouen Frances Robinson, Helen Lynd, Kitty McHugh, Florence Lake, Dorothy Granger, Mary Treen, Harry C. Bradley, Milton Parsons, Addison Richards, George Humbert, Milburn Stone, Frank Darien, Gaylord Pendleton, Mickey Kuhn i Ed Peil.

## Desenvolupament

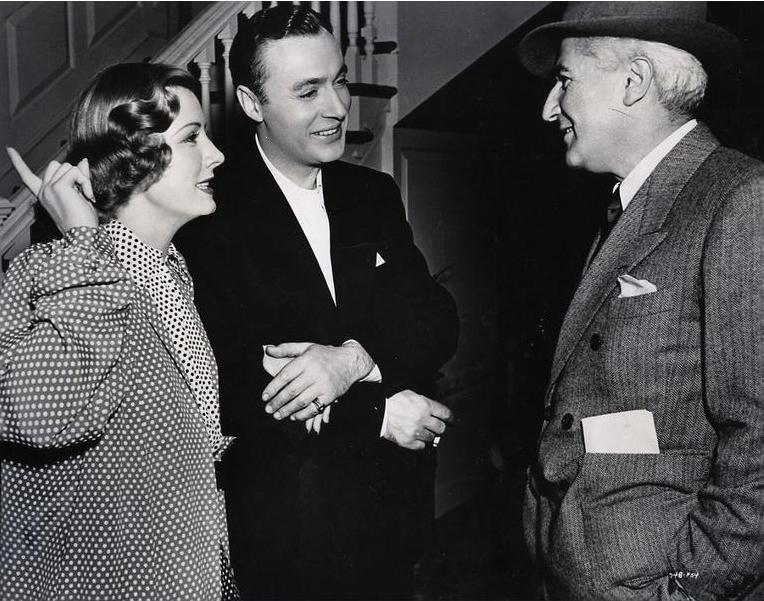
Dunne, Boyer i Stahl entre el rodatge.

Charles Boyer i Irene Dunne havien protagonitzat anteriorment Cita d'amor, la comèdia dramàtica romàntica de Leo McCarey distribuït per RKO Pictures. Va ser un èxit sorpresa, malgrat la seva producció problemàtica, i els espectadors van gaudir veient els personatges de Dunne i Boyer enamorar-se. Hollywood estava entusiasmat amb l'equip popular més recent, però acabava d'anunciar que Boyer protagonitzaria All This, i Heaven Too i suposadament estava preparant-se per a Intermezzo. Dunne estava esperant que Universal Pictures trobés un nou projecte per a ella perquè els "devia" una pel·lícula, i podria haver estat la causa que Boyer abandonés les seves noves pel·lícules just quan Universal va revelar que estaven desenvolupant una nova pel·lícula. pel·lícula que podria ser un candidat per a la nova parella preferida de tothom. Dwight Taylor va escriure una adaptació d'A Modern Cinderella, una història inèdita que James M. Cain havia venut a Universal el novembre de l'any anterior, però havia reescrit la història amb un estil que podria encaixar per a Dunne-Boyer. Boyer es va adonar que el seu personatge compartia al·lusions a Michel Marnet de Cita d'amor i només va acceptar el paper si rebria la mateixa paga (estimada en 100.000 dòlars) per la seva aparició.
El rodatge va tenir lloc a la primavera i va ser més relaxat que el plató de Cita d'amor, però es va dir que Stahl havia perdut 19 lliures per l'estrès de les recuperacions.
Després de l'estrena de la pel·lícula, el número d'octubre de la revista Photoplay va incloure dos assaigs escrits per Boyer i Dunne l'un sobre l'altre, a l'estil d'un joc de saló on un jugador que sortia breument de la sala endevina el substantiu secret que trien els altres concursants fent preguntes com "Si jo si fos aquella persona, quin tipus de cotxe seria?" L'editor va explicar: "Segurament, treballant junts com ho fan i ho han fet, i sent persones analítiques i intel·ligents, cadascun donaria un retrat clar de l'altre; imparcial, colorit, emocionant". L'assaig de Boyer, "Irene: As Seen By Charles Boyer", descrivia Dunne en prosa, mentre que l'assaig de Dunne, "Charles: As Seen By Irene Dunne", descrivia Boyer sota subtítols d'actualitat, però Wes D. Gehring va assenyalar les referències freqüents dels dos assaigs a les belles arts, així com Dunne que personifica Boyer a través de l'impressionisme francès.

## Polèmica
Després de l'estrena de la pel·lícula, James M. Cain va demandar a Universal Pictures, Taylor i Stahl per infracció dels drets d'autor, argumentant que la desviació de Taylor d'A Modern Cinderella s'havia colat a l'escena de l'església de la seva història de 1937 Serenade, una història que abans es deia "infilmable". Taylor va admetre que va llegir Serenade durant el seu llançament, però va negar el robatori, mentre que Stahl va negar saber de l'existència de la història. Cain va perdre el cas el 14 de desembre i el jutge Leon Yankwich va dictaminar que no hi havia cap semblança entre les escenes del llibre i les de la pel·lícula. Cain v. Universal Pictures Co. es nota com el primer cas del dret nord-americà que utilitza la doctrina scènes à faire (una escena gairebé obligada en un gènere).

## Recepció
La pel·lícula va ser la pel·lícula més reeixida d'Universal el 1939. El públic va apreciar veure una altra pel·lícula amb Boyer i Dunne emparellats tan aviat després de la primera, però la reacció crítica va ser més aviat negativa, aparentment no culpant els actors pel seu menyspreu. Frank S. Nugent va escriure: "Boyer, amb l'encant que l'ha convertit en un dels nostres pocs autèntics ídols de Matinée, i la senyoreta Dunne, sempre una intèrpret agradable i sincera, són desiguals a la tasca de donar vida i convicció a l'obra feta per guió encarregat a James Cain". Philip Hartung va qualificar el final de "ximple", però va elogiar Barbara O'Neill per "fer una obra excel·lent com a dona trastornada". Franz Hoellering va escriure: "És un vehicle confós de Charles Boyer-Irene Dunne que fa desitjar veure Boyer de nou en una pel·lícula important i Irene Dunne com la còmica brillant que és." La revista Time va escriure sense embuts: " Els addictes al cinema no en destacaran la novetat."
Alguna recepció crítica va mostrar optimisme. «Aporta un gran atractiu per a les dones [però] també ofereix un fort entreteniment per al públic general», va escriure Variety, «La senyoreta Dunne i Boyer estan idealment equipats per oferir un romanç sincer i comprensiu, malgrat els obstacles presentats per a una conclusió feliç». Daily Variety va escriure: «És el tipus d'història d'amor, profunda, rica i apassionada, que John M. Stahl fa millor que qualsevol altre productor-director del negoci». The Hollywood Reporter va dir: «És una pel·lícula reflexiva i minuciosa en la seva execució i sens dubte farà el seu atractiu al sentimentalisme femení. Però el sexe oposat, també, reaccionarà a l'estirada suau del seu patetisme». Digest va intentar: «Doneu-li a John Stahl un triangle per tocar, doneu-li a Irene Dunne i Charles Boyer els punts simpàtics d'aquest triangle, i el resultat hauria de significar diners», però després va afegir: «És una llàstima que l'escriptor, o els escriptors, no poguessin decidir quina història estaven explicant».
També van seguir les comparacions esperades amb Love Affair. The Kansas City Times va escriure: «[When Tomorrow Comes] no té tanta comèdia com quan Miss Dunne i Mr. Boyer van presentar la temporada passada quan van protagonitzar Cita d'amor». «Hi ha alguna cosa a faltar a When Tomorrow Comes [;] No hi ha l'enginy brillant de Cita d'amor», va dir The Brooklyn Daily Eagle. «[Stahl] ha teixit els elements per a un romanç tan proper a actualitat i tan lluny de l'afecte com el de Cita d'amor protagonitzat per l'esforç de Boyer i Miss Dunne».

## Llegat
Encara que no és un remake oficial, Interlude de 1957, dirigida per Douglas Sirk, també es va basar en la història de Cain. Va ser protagonitzada per June Allyson i Rossano Brazzi.